# Visočica
Visočica je kopec, který se nachází u města Visoko v Bosně a Hercegovině. Výška činí 212 metrů nad okolním terénem, což odpovídá nadmořské výšce 767 m.

## Domnělá pyramida
V říjnu 2005 se v médiích začaly šířit spekulace, že se jedná o prastarou pyramidu. Hlavním propagátorem byl Semir Osmanagić, bosenský spisovatel žijící v USA, který tvrdil, že pyramidy vybudovali starověcí Ilyrové. Nezávislé archeologické a geologické průzkumy ovšem tuto hypotézu vyvrátily (slepenec) a vzniklo důvodné podezření, že právě pod Osmanagićovým vedením dochází k úpravám místa za komerčním účelem, zatímco skutečné středověké naleziště je neodbornými zásahy znehodnocováno.

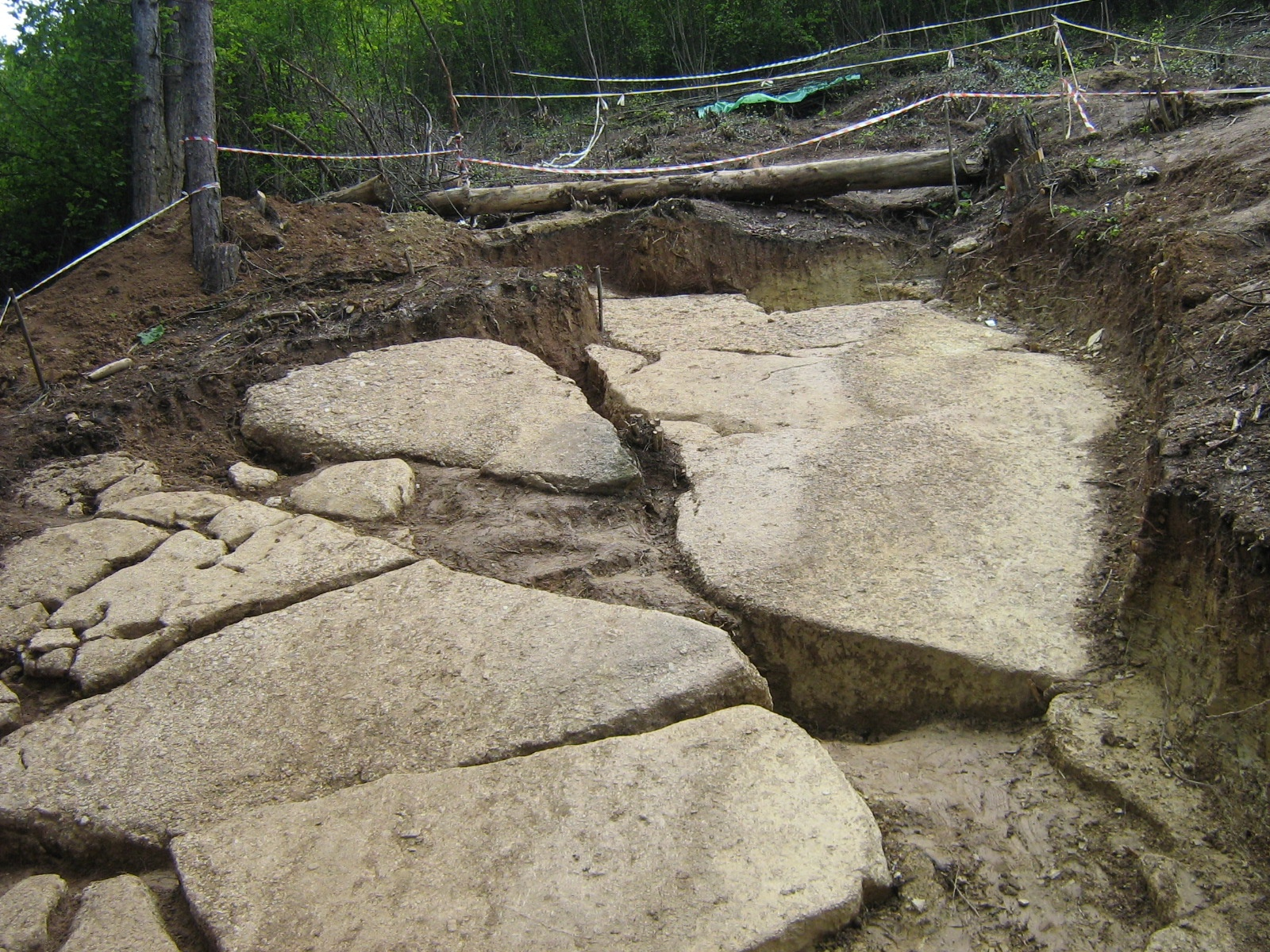
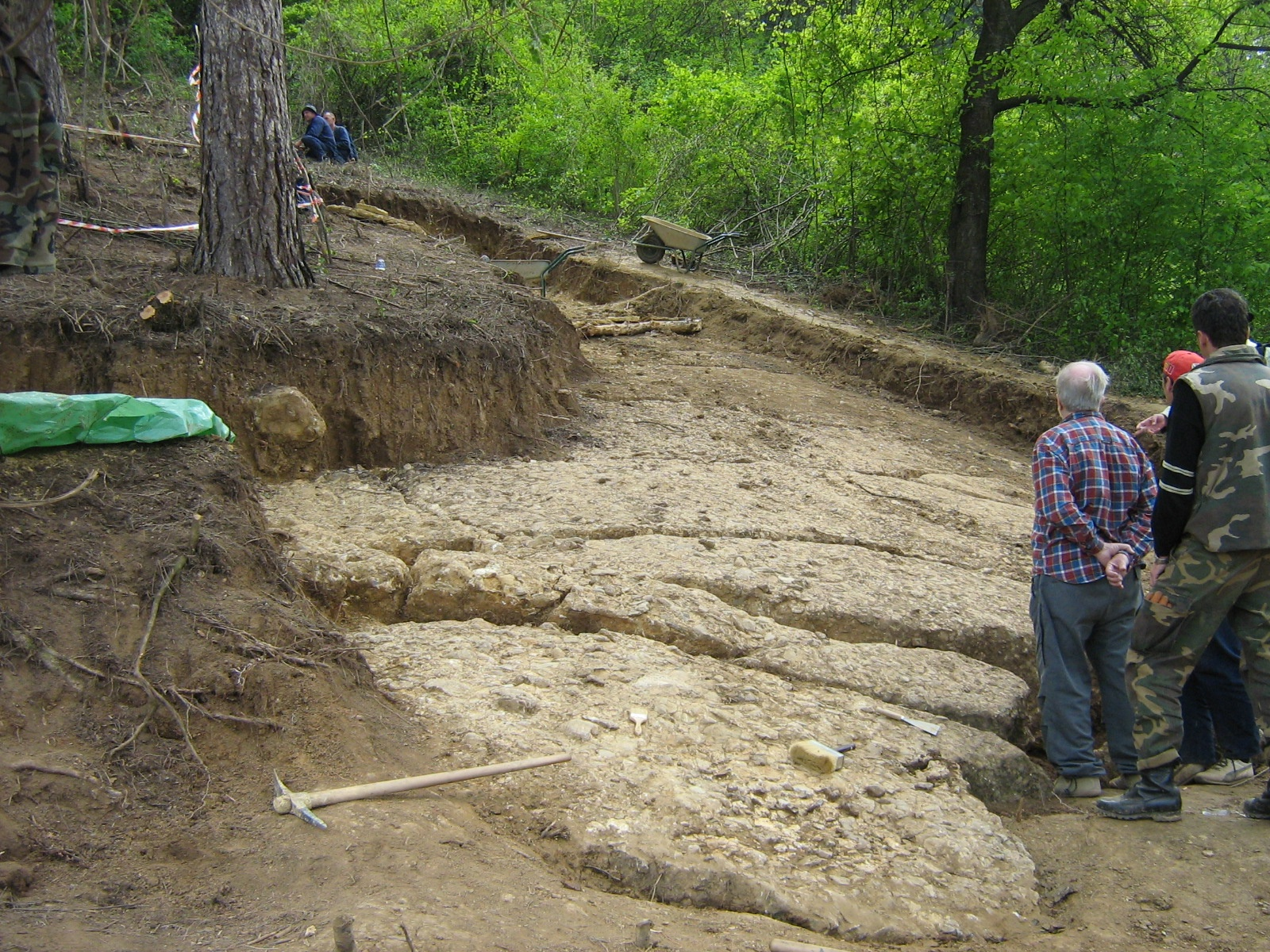
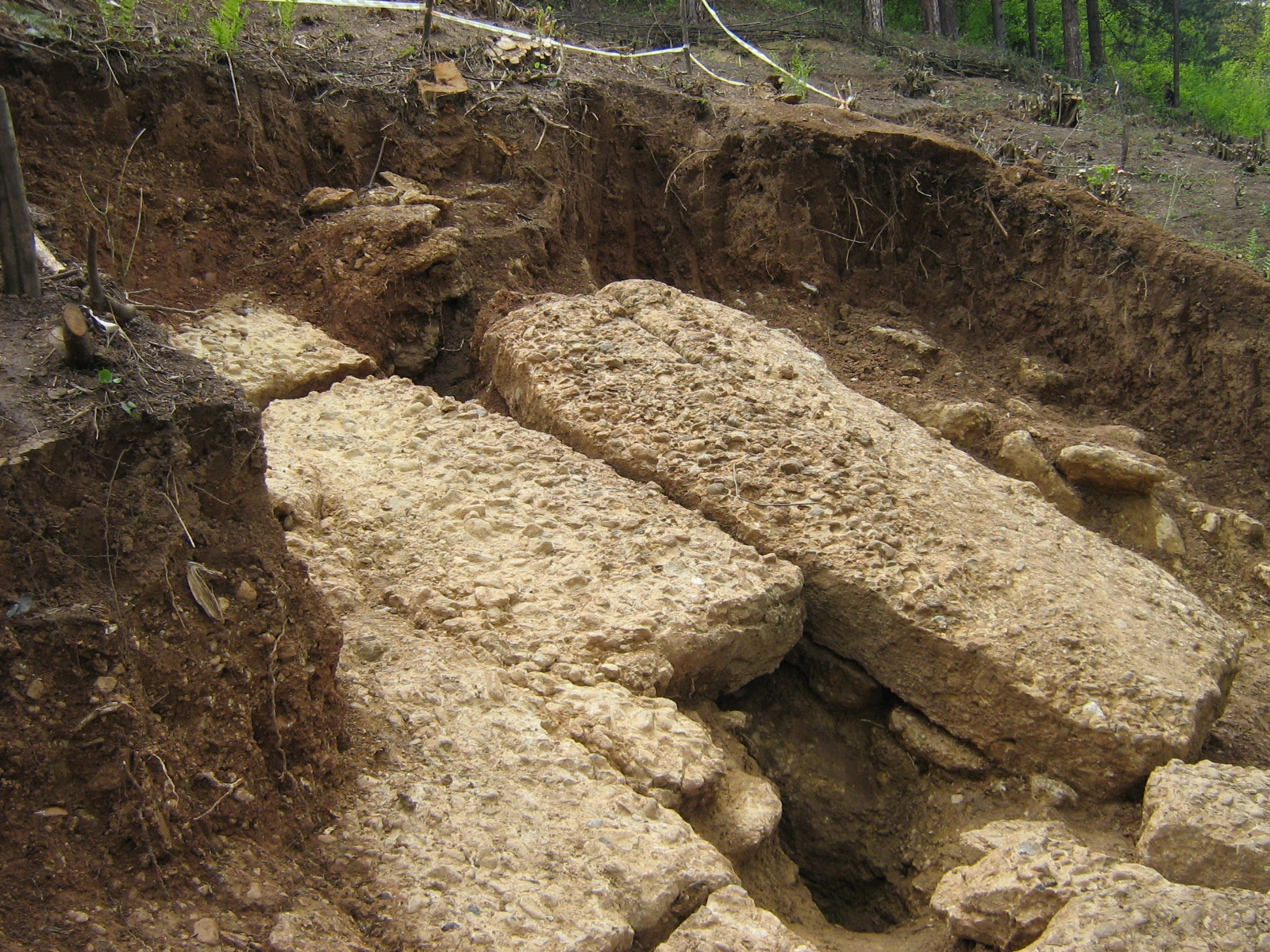
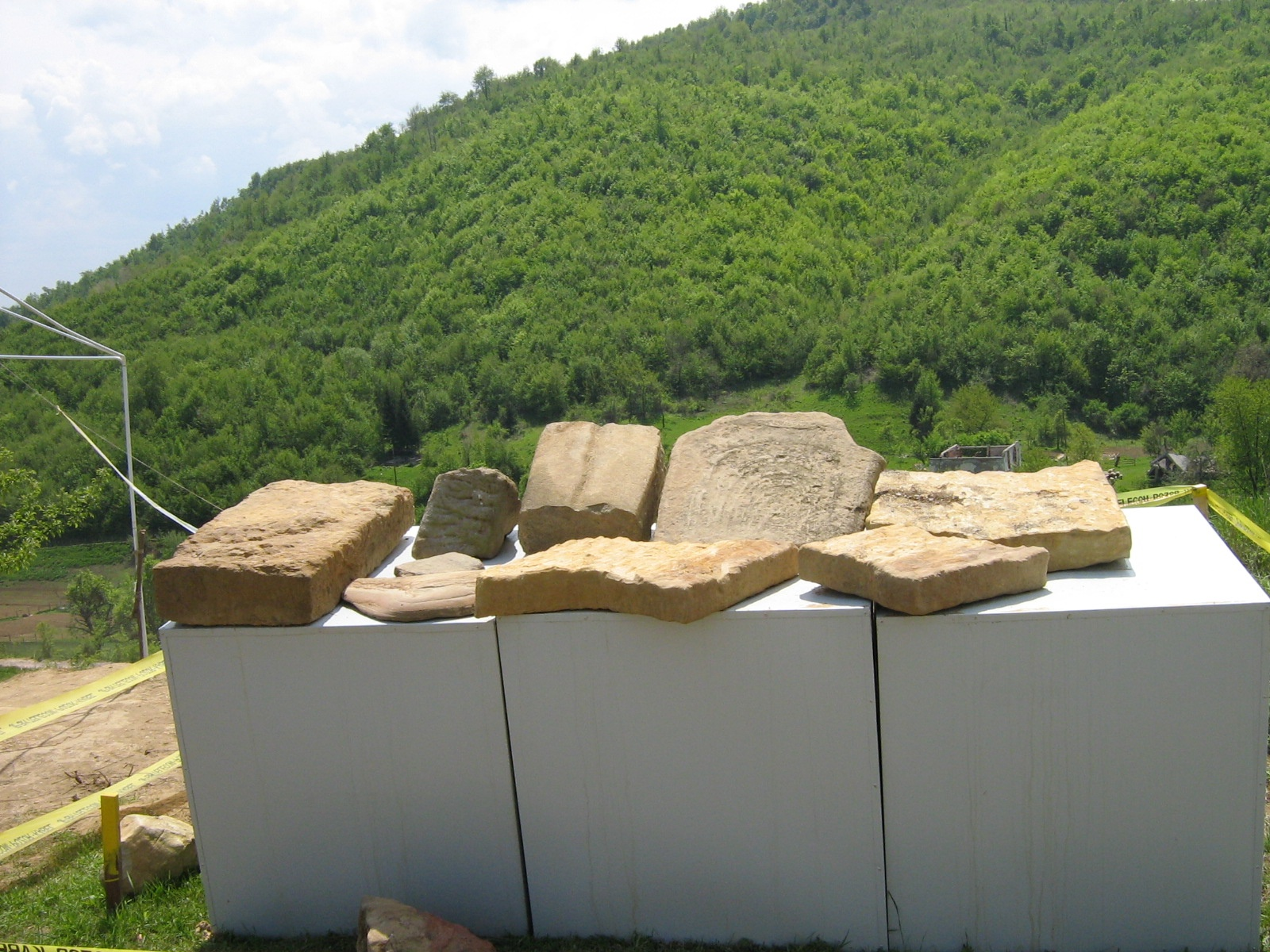